# Bruchomorpha dorsata
Bruchomorpha dorsata är en insektsart som beskrevs av Fitch 1856. Bruchomorpha dorsata ingår i släktet Bruchomorpha och familjen Caliscelidae. Inga underarter finns listade i Catalogue of Life.